# Bonderups socken
Bonderups socken i Skåne ingick i Torna härad, ingår sedan 1974 i Lunds kommun och motsvarar från 2016 Bonderups distrikt.
Socknens areal är 18,48 kvadratkilometer varav 18,37 land. År 2000 fanns här 487 invånare.  En del av tätorten Dalby samt kyrkbyn Bonderup med sockenkyrkan Bonderups kyrka ligger i socknen. 

## Administrativ historik
Socknen har medeltida ursprung. 
Vid kommunreformen 1862 övergick socknens ansvar för de kyrkliga frågorna till Bonderups församling och för de borgerliga frågorna bildades Bonderups landskommun. Landskommunen uppgick 1952 i Dalby landskommun som uppgick 1974 i Lunds kommun. Församlingen uppgick 2002 i Dalby församling.
1 januari 2016 inrättades distriktet Bonderup, med samma omfattning som församlingen hade 1999/2000.
Socknen har tillhört län, fögderier, tingslag och domsagor enligt vad som beskrivs i artikeln Torna härad. De indelta soldaterna tillhörde Södra skånska infanteriregementet, Färs kompani och Skånska dragonregementet, Torna skvadron, Överstelöjtnantens kompani

## Geografi
Bonderups socken ligger sydost om Lund med Romeleåsen i sydost. Socknen är en kuperad odlingsbygd.

## Fornlämningar

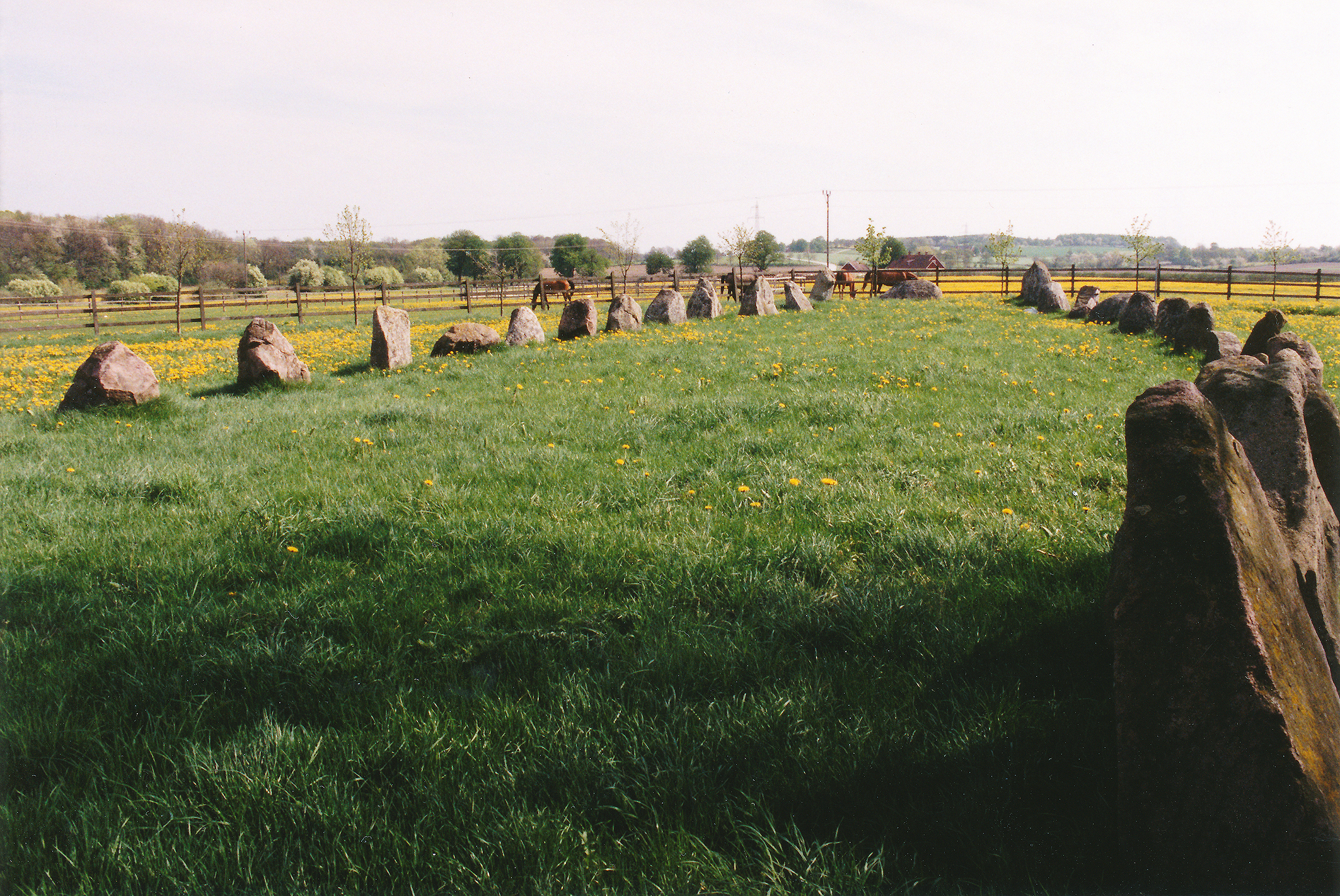
Skeppssättningen i Södra Ugglarp

Cirka 15 boplatser från stenåldern är funna. Från bronsåldern finns gravhögar. En skeppssättning finns i Södra Ugglarp.

## Namnet
Namnet skrevs 1478 Bwnderop och kommer från kyrkbyn. Efterleden är torp, 'nybygge'. Förleden innehåller bonde alternativt mansnamnet Bonde..